# Sinh tổng hợp protein

Ribosome mRNA dịch

Bảng Aminoacids

Bản dịch protein.

Sinh tổng hợp protein là quá trình tế bào tổng hợp những phân tử protein đặc trưng và cần thiết cho hoạt động sống của mình. Quá trình phiên mã là quá trình tổng hợp những phân tử RNA thông tin dựa trên trình tự khuôn của DNA. Trên khuôn mRNA mới được tạo ra, một phân tử protein sẽ được tạo thành nhờ quá trình dịch mã.
Bộ máy tế bào chịu trách nhiệm thực hiện quá trình tổng hợp protein là những ribosome. Ribosome được cấu từ từ những phân tử RNA ribosome và khoảng 80 loại protein khác nhau. Khi các tiểu đơn vị ribosome liên kết với phân tử mRNA thì quá trình dịch mã được tiến hành. Khi đó, ribosome sẽ cho phép một phân tử RNA vận chuyển (tRNA) mang một loại amino acid đặc trưng đi vào. tRNA này bắt buộc phải có bộ ba đối mã có trình tự bổ sung với bộ ba mã sao trên mRNA. Các amino acid lần lượt tương ứng với trình tự các bộ ba nucleotide trên mRNA sẽ liên kết với nhau để tạo thành một chuỗi polypeptide dựa vào liên kết peptit. Nhờ có trình tự sắp xếp các amino acid mà protein đa dạng, đặc thù về cấu trúc lẫn hình thái, mỗi loại protein đóng vai trò khác nhau như ; isuline điều hòa quá trình trao đổi chất, collagene và keratine cấu tạo nên tế bào và cơ thể, chuyển thành enzyme tham gia vào các quá trình sinh tổng hợp, actin và myozin giúp co cơ, giãn cơ,...